# Lavonte David
Lavonte David (* 23. Januar 1990 in Miami, Florida) ist ein US-amerikanischer American-Football-Spieler in der National Football League (NFL). Er spielt für die Tampa Bay Buccaneers als Linebacker. Mit den Buccaneers gewann er den Super Bowl LV.

## College
David wollte zunächst die Middle Tennessee State University besuchen, entschied sich dann allerdings für das Fort Scott Community College. Später wechselte er zur University of Nebraska-Lincoln und spielte 2009 und 2010 für deren Mannschaft, die Cornhuskers, als Linebacker. In 27 Spielen konnte er 285 Tackles setzen sowie 11,5 Sacks erzielen.

## NFL
Beim NFL Draft 2012 wurde er in der 2. Runde als insgesamt 58. Spieler von den Tampa Bay Buccaneers ausgewählt. David konnte sich sofort etablieren und lief bereits in seiner Rookie-Saison in allen Partien als Starter auf. In den folgenden Spielzeiten mauserte er sich zu einer Stütze der Defense der Buccaneers.
2013 konnte er gegen die Miami Dolphins einen Safety erzielen.
2015 unterschrieb er einen neuen Fünfjahresvertrag in der Höhe von 50,25 Millionen US-Dollar, mit einer Garantiesumme von 25,56 Millionen.
Außerdem konnte er seinen ersten Touchdown erzielen und wurde erstmals in den Pro Bowl berufen.
2016 gelang ihm gegen die Seattle Seahawks ein weiterer Touchdown.
In der Saison 2020 gewann er mit den Buccaneers den Super Bowl LV durch einen 31:9-Sieg über die Kansas City Chiefs. Im März 2021 verlängerte David seinen Vertrag in Tampa Bay für 25 Millionen Dollar um zwei Jahre.
Am 23. März 2023 unterzeichnete David einen neuen Einjahresvertrag bei den Buccaneers, der auch mit 33 Jahren immer noch als feste Größe in der Defense und als einer der besten Coverage-Linebacker der NFL bezeichnet wurde. Nach Auslaufen des Vertrags einigte er sich am 22. März 2024 mit seinem alten Team erneut über einen weiteren Einjahresvertrag. Zum 11. Mal in Folge ging David, nunmehr dienstältester Spieler im Kader der Buccaneers, als einer der Team Captains in die neue Saison.
Am 7. März 2025 einigten sich die Buccaneers und Lavonte David auf einen erneuten Einjahresvertrag.